# Пшеромб
Пшеромб (пол. Przerąb) — село в Польщі, у гміні Масловиці Радомщанського повіту Лодзинського воєводства.
Населення — 318 осіб (2011).

## Демографія
Демографічна структура станом на 31 березня 2011 року:
|          | Загалом | Допрацездатний вік | Працездатний вік | Постпрацездатний вік |
| -------- | ------- | ------------------ | ---------------- | -------------------- |
| Чоловіки | 165     | 29                 | 116              | 20                   |
| Жінки    | 153     | 29                 | 84               | 40                   |
| Разом    | 318     | 58                 | 200              | 60                   |